# Избыточное убийство

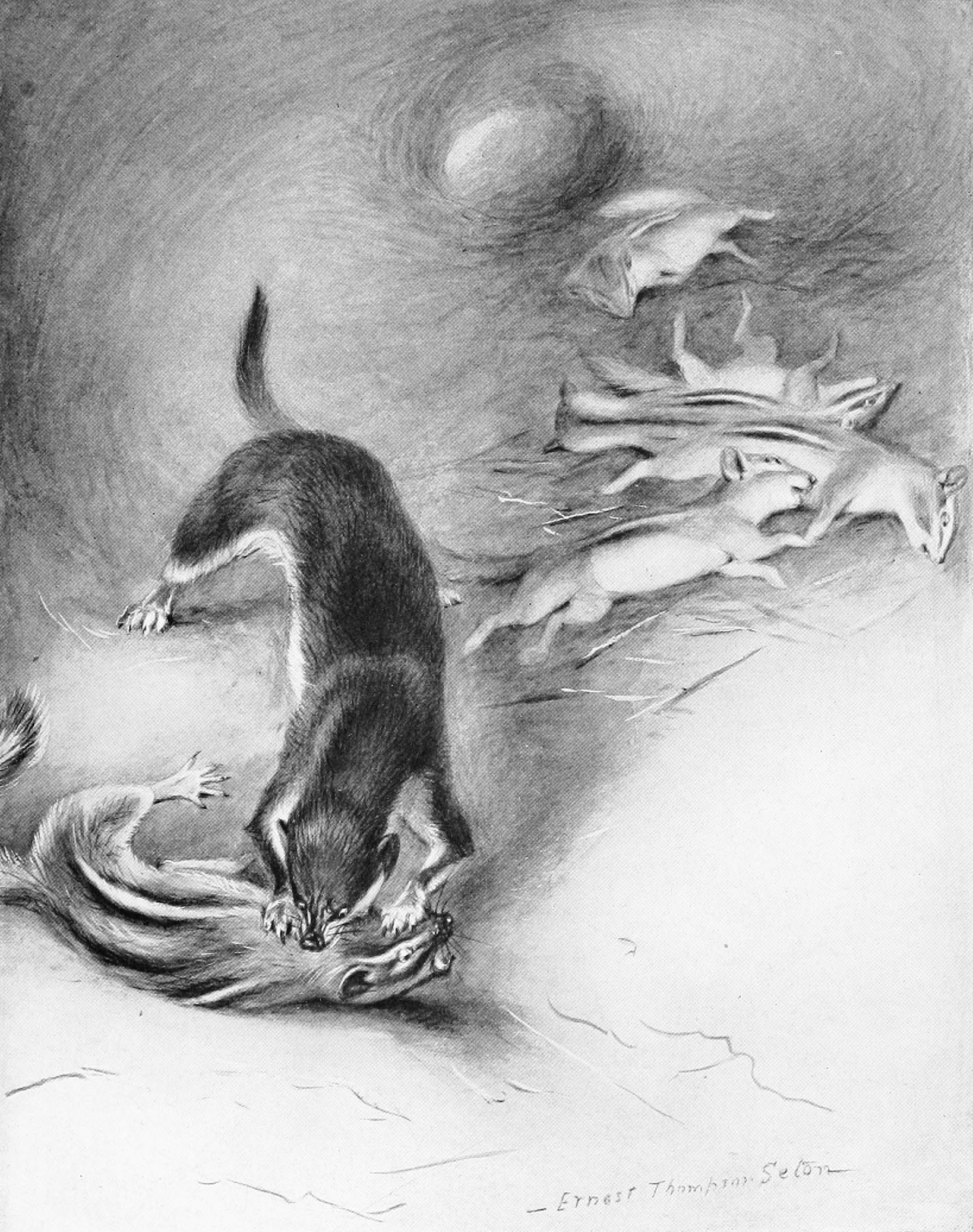
Избыточное убийство бурундуков горностаем

Избыточное убийство — особенность поведения хищника, которая заключается в том, что, убивая жертву, хищник и члены его социальной группы не питаются добычей, хотя имеют доступ к ней. Термин предложен голландским зоологом Хансом Крууком в 1972 году.
Этот феномен описан у многих видов хищников, относящихся как к позвоночным, так и к беспозвоночным.
У медведей, питающихся рыбой, подобное поведение связывают с возможностью хищника потреблять только части жертвы, богатые липидами.
У волка такое поведение встречается в условиях легкодоступности добывания пищи. Потребляются при этом только самые питательные части, и снижается риск быть обнаруженными людьми.
На выбор охотничьей стратегии избыточного убийства влияет доступность жертвы, существующие риски получить травмы и возможность вторичного нападения других хищников. Эта деятельность сокращает время, которое может быть потрачено для других видов деятельности. Поэтому избыточное убийство встречается, как правило, в периоды изобилия ресурсов, когда затраты на поимку добычи минимальны. В целом это явление достаточно редкое, и экологические последствия его невелики, хотя оно может иметь локальное значение.